# Caroline Blakiston
Caroline Georgiana Blakiston (* 13. Februar 1933 in Chelsea, London, England) ist eine britische Schauspielerin.

## Leben
Blakiston wurde 1933 als Tochter von Hugh Noel Blakiston und Rachel Georgiana Russell geboren.
Sie studierte bis 1957 an der Londoner Royal Academy of Dramatic Art (RADA). Zunächst trat sie am Theater auf. Seit 1962 ist sie auch als Film- und Fernsehschauspielerin aktiv und war in mehr als 100 Produktionen zu sehen. Von 1983 bis 1990 spielte sie in der Fernsehserie Brass die Rolle der Lady Patience Hardacre. International wurde sie 1983 durch ihre Rolle als Mon Mothma im Star-Wars-Film Die Rückkehr der Jedi-Ritter bekannt.
Blakiston, die bereits in den 1980er Jahren erste Kontakte zu russischen Theaterkreisen hatte, trat 1991 als erste britische Schauspielerin in einer Inszenierung eines Tschechow-Stücks in Russland auf. In der Komödie Der Kirschgarten war sie im Theater von Tschechows Geburtsstadt Taganrog als Charlotta Iwanowna zu sehen; im Jahr darauf folgten Auftritte am Tschechow-Kunsttheater Moskau. Über ihre Erlebnisse in Russland verfasste Blakiston kurz darauf das Einpersonenstück Black Bread & Cucumber, mit dem sie in den kommenden Jahren weltweit über 100 mal auftrat.
Von 2015 bis 2018 war Blakiston in 26 Episoden der Historienserie Poldark als Aunt Agatha zu sehen.
Aus ihrer 1970 geschlossenen Ehe mit dem Schauspieler Russell Hunter, den sie bei einem Auftritt im Theaterstück Ein Sommernachtstraum kennengelernt hatte, gingen ein Sohn (* 1969) und eine Tochter (* 1972) hervor. Die Ehe wurde später geschieden.

## Filmografie (Auswahl)
- 1962: City Beneath the Sea (Fernsehserie, 7 Episoden)
- 1963–1965: Emergency-Ward 10 (Fernsehserie, 18 Episoden)
- 1961, 1965, 1967: Mit Schirm, Charme und Melone (The Avengers, Fernsehserie, 3 Episoden)
- 1966: The Idol
- 1966: Simon Templar (The Saint, Fernsehserie, 1 Episode)
- 1966: Das Geheimnis der weißen Nonne (The Trygon Factor)
- 1967: Die Forsyte Saga (The Forsyte Saga, Fernsehmehrteiler, 4 Episoden)
- 1968: The Queen Street Gang (Fernsehserie, 4 Episoden)
- 1968: The Caesars (Fernsehserie, 4 Episoden)
- 1969: Randall & Hopkirk – Detektei mit Geist (Randall & Hopkirk (Deceased), Fernsehserie, 1 Episode)
- 1969: Magic Christian (The Magic Christian)
- 1970: Paul Temple (Fernsehserie) – Gangsterspiel (Right Villain)
- 1971: Sunday, Bloody Sunday (Sunday Bloody Sunday)
- 1971: Wives and Daughters (Fernsehserie, 5 Episoden)
- 1975: Knots
- 1977: Murder Most English: A Flaxborough Chronicle (Fernsehserie, 2 Episoden)
- 1977–1982: Crown Court (Fernsehserie, 8 Episoden)
- 1978: Saturday, Sunday, Monday (Fernsehfilm)
- 1978: Die Füchse (The Sweeney, Fernsehserie, 1 Folge)
- 1978: Les Misérables (Fernsehfilm)
- 1979: Yanks – Gestern waren wir noch Fremde (Yanks)
- 1979: Prince Regent (Fernsehserie, 3 Episoden)
- 1979–1980: The Mallens (Fernsehserie, 13 Episoden)
- 1981: Nanny (Fernsehserie, 2 Episoden)
- 1981–1983: The Last Song (Fernsehserie, 13 Episoden)
- 1983: Die Rückkehr der Jedi-Ritter (Return of the Jedi)
- 1983–1990: Brass (Fernsehserie, 32 Episoden)
- 1984–1985: Mr. Palfrey of Westminster (Fernsehserie, 10 Episoden)
- 1985: Charters & Caldicott (Fernsehserie, 6 Episoden)
- 1987: Miss Marple (Fernsehserie, Folge At Bertram's Hotel)
- 1987: Das vierte Protokoll (The Fourth Protocol)
- 1989: Die Champagner-Dynastie (Till We Meet Again, Fernsehzweiteiler)
- 1990: Chancer (Fernsehserie, 3 Episoden)
- 1992–1993: Rides (Fernsehserie, 11 Episoden)
- 1998: Der hohe Wächter des Waldes (Children of the New Forest, Fernsehfilm)
- 2003: The War of the Starfighters (Stimme)
- 2005: Inspector Barnaby (Midsomer Murders) Fernsehserie, Staffel 8, Folge 5: Erben oder sterben? (Bantling Boy)
- 2006: Die Schönheitslinie (The Line of Beauty, Fernsehdreiteiler)
- 2006: Coup! (Fernsehfilm)
- 2006: Scoop – Der Knüller (Scoop)
- 2008: The Commander: Abduction (Fernsehfilm)
- 2009: Inspector Barnaby (Midsomer Murders) Fernsehserie, Staffel 12, Folge 5: Böse kleine Welt (Small Mercies)
- 2013: Elefanten vergessen nicht (Agatha Christie’s Poirot; Fernsehserie, Episode Elephants can remember)
- 2015: Casualty (Fernsehserie, 1 Episode)
- 2015–2018: Poldark (Fernsehserie, 26 Episoden)
- 2016: Inspector Barnaby (Midsomer Murders) Fernsehserie, Staffel 19, Folge 1: Das untote Dorf (The Village That Rose From The Dead)
- 2018: Mary Anning (Kurzfilm)
- 2019: The Leaving Party (Kurzfilm)

## Theatrografie (Auswahl)
Schauspieler
- 1957–1958: Girls of Summer (Bristol Old Vic)
- 1962: Everything in the Garden (New Arts Theatre Club, London)
- 1972: 'Tis Pity She's a Whore (Tournee)
- 1972: Ruling the Roost (Tournee)
- 1972: The Three Arrows (Arts Theatre, Cambridge)
- 1973: Knots (Tournee)
- 1973: The Way of the World (Tournee)
- 1974: Knots (Brooklyn Academy of Music Opera House, New York)
- 1974: King Lear (Brooklyn Academy of Music Opera House, New York)
- 1974: The Way of the World (Brooklyn Academy of Music Opera House, New York)
- 1974: The Way of the World (New Wimbledon Theatre, London)
- 1974: Ruling the Roost (Wimbledon Theatre, London)
- 1974: King Lear (Tournee)
- 1975: Murderer (Garrick Theatre, London)
- 1987–1988: Semi-Monde (Royalty Theatre, Kingsway, London)
- 1990: Ripping Them Off (Warehouse Theatre, Croydon)
- 1993–1994: Coriolanus (Royal Shakespeare Company, Stratford-Upon-Avon)
- 1994–1995: Measure for Measure (Tournee)
- 1995: Coriolanus (The Barbican Theatre, London)
- seit 1995: Black Bread & Cucumber
- 1995–1996: Learned Ladies (Royal Shakespeare Company, Stratford-Upon-Avon)
- 1996–1997: The White Devil (Barbican Theatre, London)
- 2003: A Woman of No Importance (Theatre Royal Haymarket, London)
- 2010–2011: An Ideal Husband (Vaudeville Theatre, London)
- 2013: The Living Room (Jermyn Street Theatre, London)
- 2017: Lost Without Words (Dorfman Theatre, London)

Autor
- 1992: Black Bread & Cucumber